# Gebhard I. Savinjski
Gebhard I. Savinjski ali Gebhard I. Saunijski (Gebhard de Saune), svobodni plemič  in pripadnik rodbine, ki je kasneje postala znana z imenom Celjski grofje, ~ omenjen v času 1117 in  1120 ter 1144.
Gebhard I. Savinjski je prvi po imenu znani pripadnik plemičev Žovneških oziroma Celjskih.  Njegov rod najverjetneje izhaja od nekega Heminega odvetnika; po večinskem mnenju od Askvina,  morda pa od Preslava. Kot priča je omenjen v dveh listinah iz let 1130 in 1144. Dve leti kasneje, leta 1146, se v virih kot priča omenja še Liutpold I., verjetno njegov brat ali sin. Savinjski oziroma Žovneški so imeli v rokah alodialno posest v področju Savinje in morda so si že v času okrog 1130 postavili družinski grad Žovnek. Vendar pa je možno, da tedaj še niso imeli središča na Žovneku, ker se še ne imenujejo po njem.